# Translokáza
Translokázy jsou enzymy, které umožňují přesun molekul či iontů přes biomembrány katalýzou přenosových reakcí. Díky nim je udržována různá koncentrace látek v buňce a mimo buňku.
Tato třída enzymů byla zavedena teprve v roce 2018. Do té doby byla řada těchto enzymů řazena mezi hydrolázy, jelikož pro svou funkci hydrolyzují ATP (ATPázy).
Jedná se taktéž o zastaralé označení elongačního faktoru G, který umožňuje přesun přenosové RNA (tRNA) a mediátorové RNA (mRNA) přes ribozómy.

## Klasifikace
Translokázy jsou klasifikovány podle typu přenášené molekuly a zdroje energie na přenos:
| Číslo EC | Katalyzuje přenos                       |
| -------- | --------------------------------------- |
| EC 7.1   | vodíkových kationtů                     |
| EC 7.2   | anorganických kationtů a jejich chelátů |
| EC 7.3   | anorganických aniontů                   |
| EC 7.4   | aminokyselin a peptidů                  |
| EC 7.5   | sacharidů a jejich derivátů             |
| EC 7.6   | přenos ostatních molekul                |

| Číslo EC | Zdroj energie                 |
| -------- | ----------------------------- |
| EC 7.x.1 | redoxní reakce                |
| EC 7.x.2 | hydrolýza nukleosidtrifosfátu |
| EC 7.x.3 | hydrolýza disfosfátu          |
| EC 7.x.4 | dekarboxylační reakce         |

## Příklady translokáz

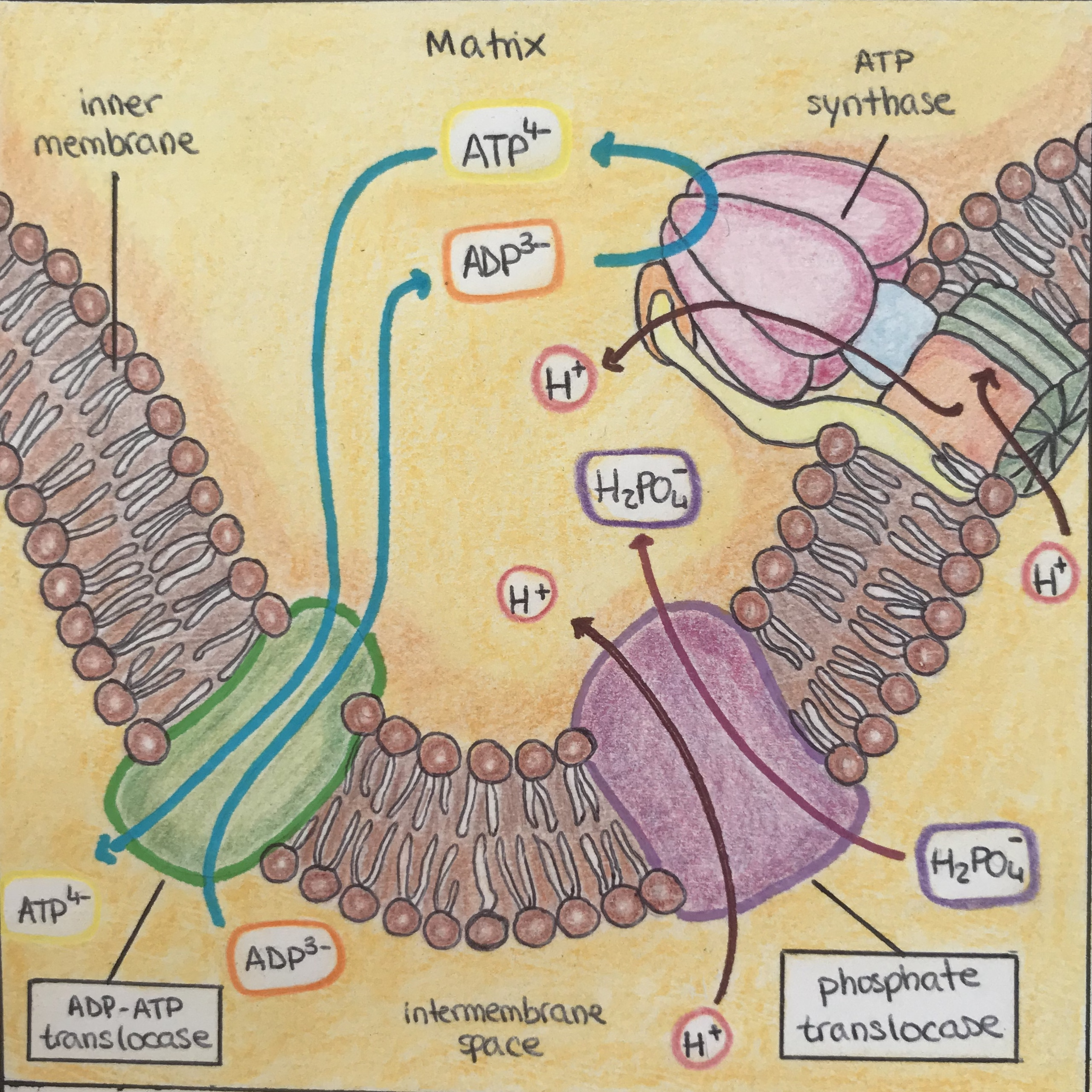
ADP-ATP-translokáza

Přenosové reakce vypadají nejčastěji takto:
- AX + Bstrana 1|| = A + X + || Bstrana 2

Příklady translokáz jsou:
- Sodno-draselná pumpa (Na+/K+-ATPáza)
  - Za spotřeby ATP přenáší 3 kationty Na+ směrem ven z buňky výměnou za 2 kationty K+ směřující dovnitř buňky. Nachází se ve všech buňkách a je podkladem klidového membránového potenciálu.

- Protonová pumpa (H+/K+-ATPáza)
  - Podílí se na tvorbě žaludeční šťávy. Přenáší jeden ion H+ směrem ven z cytoplazmy výměnou za jeden ion K+.

- Vápníková pumpa (Ca2+-ATPáza)
  - Aktivně přečerpává vápenaté ionty směrem ven z cytoplazmy. Nejvíce se objevuje ve svalových a nervových buňkách.

- TIM/TOM komplex
  - TIM komplex přenáší přes vnitřní membránu mitochondrie, zatímco TOM komplex přes membránu vnější.

- ADP-ATP-translokáza
  - Katalyzuje antiport ATP za ADP na vnitřní membráně mitochondrií.

- Ornitin translokáza
  - Přenáší ornitin do mitochondrie při močovinovém cyklu.

- Karnitin-acylkarnitin translokáza